# Laura Ballarín Cereza
Laura Ballarín Cereza (ur. 19 lipca 1984 w Barcelonie) – hiszpańska i katalońska polityk, posłanka do Parlamentu Europejskiego IX i X kadencji.

## Życiorys
Absolwentka nauk politycznych i administracji na Uniwersytecie Pompeu Fabry. Kształciła się również m.in. na Uniwersytecie Autonomicznym w Barcelonie, na którym uzyskał magisterium z zarządzania w polityce. Pracowała na Uniwersytecie Pompeu Fabry, później była zatrudniona w sekretariacie polityki międzynarodowej i współpracy Hiszpańskiej Socjalistycznej Partii Robotniczej. W latach 2012–2019 była doradczynią w Parlamencie Europejskim. Później objęła stanowisko dyrektora gabinetu przewodniczącego frakcji Postępowego Sojuszu Socjalistów i Demokratów. Została również sekretarzem do spraw polityki europejskiej i międzynarodowej w strukturze Partii Socjalistów Katalonii.
We wrześniu 2023 objęła wakujący mandat eurodeputowanej IX kadencji. Z powodzeniem ubiegała się o reelekcję w 2024.